# Завино
Завино (словен. Zavino, итал. Svino) је насеље  у општини Ајдовшчина, покрајини Приморска која припада Горишкој регији Републике Словеније.

## Географија
Насеље површине 2,1 км² налази се у Випавској долини на Випавским брдима на надморској висини од 167,1 м, 10,5 км удаљено од центра општине и 19,6 км од италијанске границе. 
Главное брдо је Мали Шкољ (395 м).

## Историја
За време Хабсбурговаца јЗавино је било засеок Шмарју.
До територијалне реорганизације у Словенији налазило се у саставу старе општине Ајдовшчина.

## Становништво
Прилоком пописа становништва 2011. године, Завино је има 92 становника.
| Број становника по пописима | Број становника по пописима | Број становника по пописима |
| --------------------------- | --------------------------- | --------------------------- |
| 1991                        | 2002                        | 2011                        |
| 78                          | 90                          | 92                          |